# نیالامید
نیالامید (Niamid ,Niamide ,Nuredal ,Surgex) یک مهار کننده غیر انتخابی، غیرقابل برگشت مونوآمین اکسیداز (MAOI) و از خانواده هیدرازین‌ها است که به عنوان ضد افسردگی استفاده می‌شد. این دارو چندین دهه پیش توسط شرکت فایزر به دلیل خطر سمیت کبدی از بازار خارج شد.